# Dedal
Dedal sau Daedalus (în greacă: Δαίδαλος de la δαιδάλλειν, "a construi meșteșugit") a fost un arhitect și sculptor din mitologia greacă.
Este cunoscut mai ales pentru crearea celebrului Labirint din Creta, la cererea regelui Minos, pentru închiderea Minotaurului.
Drept răzbunare și pentru că a fost complicele reginei Pasiphae, Minos l-a închis pe arhitect și pe fiul acestuia, Icar, în acel edificiu, a cărui ieșire a fost zidită.
Pentru a se salva, Dedal, cu multă ingeniozitate, confecționează două perechi de aripi artificiale, pentru el și fiul său.
Reușește să se salveze, însă Icar, avid de înălțimi și mânat de ambiția nebunească de a atinge soarele, se prăbușește murind.
Considerat meșter iscusit în arta construcțiilor, sculpturii si picturii, Dedal rămâne pentru întreaga antichitate un simbol al geniului și iscusinței tehnice și artistice.
Astfel, i se atribuie crearea și utilizarea unor instrumente și dispozitive ca: securea cu două tăișuri (labrys), echerul, nivela cu bulă de aer, burghiul, vela de corabie.
Mai mult, legenda spune că ar fi construit niște statui mișcătoare, anticipând mecanismele automate ale lui Heron din Alexandria.